# Eugene Richardson
Eugene Richardson ist ein ehemaliger US-amerikanischer Basketballspieler.

## Leben
Richardson spielte Basketball an der Moultrie High School im US-Bundesstaat Georgia sowie von 1973 bis 1977 an der Bethune-Cookman University in Florida. Für letztere Mannschaft erzielte er insgesamt 1454 Punkte und 410 Rebounds.
Der 1,98 Meter große Flügelspieler schlug nach seiner Hochschulzeit eine Profikarriere ein und spielte von 1977 bis 1980 in Belgien. Im Jahr 1980 wurde er zu einem Probetraining von der NBA-Mannschaft Indiana Pacers eingeladen, einen Vertrag erhielt er dort anschließend jedoch nicht. Von 1980 bis 1983 spielte er in den Niederlanden, darunter in der Saison 1982/83 bei Tonego 65 Haaksbergen. Für die Mannschaft erzielte er im Schnitt 23,7 Punkte je Begegnung.
Im Spieljahr 1983/84 verstärkte er den deutschen Bundesligisten SSV Hagen und war in der Hauptrunde der Basketball-Bundesliga mit 685 erzielten Punkten bester Korbschütze der Liga. Nach einem Jahr in Deutschland kehrte er 1984 zu Tonego 65 ins Nachbarland zurück und spielte mit dem Klub auch im Europapokal der Pokalsieger. Er blieb bis 1986 bei Tonego 65. Er spielte ein Jahr bei den Amsterdam Canadians in den Niederlanden und zum Ende seiner Profilaufbahn in Frankreich.
1990 wurde er Lehrer und Basketballtrainer an der Everglades Middle School in Florida und blieb drei Jahre im Traineramt. Von 1994 bis 2003 war er Basketballtrainer an der Coconut Creek High School (ebenfalls in Florida) sowie anschließend an der im selben Bundesstaat gelegenen Boyd H. Anderson High School.